# Schröders Elbpark
Schröders Elbpark ist eine Parkanlage im Hamburger Stadtteil Othmarschen. Der Park liegt im Stadtviertel Övelgonne.

## Geschichte
Der Kaufmann John Thornton kaufte 1794 ein Teil des Geländes. Ein Jahr später wurde der damalige für die dänischen Landesteile Holstein und Altona/Elbe zuständige Landbaumeister Christian Frederik Hansen von Thornton beauftragt, ein Landhaus bauen. Thornton erweiterte das Gelände durch Zukauf. 1819 verkaufte er, da er durch die Kontinentalsperre in finanzielle Schwierigkeiten geraten war. Der Kaufmann und Bankier Johann Heinrich Schröder kaufte die Besitzung 1824 von dem vorfolgenden Eigentümer Martin Anton Heckscher, Teilhaber bei Salomon Heine. Auch Schröder vergrößerte durch Zukauf das Gelände. Nach seinem Tod 1883 wurde das Gelände 1889 geteilt. Das von Hansen erbaute Landhaus und die gegenüberliegenden Stallungen (genannt Halbmond) verkaufte der Erbe 1913. Von dem restlichen Teil des Erbes schenkten die Nachfahren von Johann Heinrich Schröder 1953 den Teil, der heutzutage den Park bildet, der Stadt Hamburg mit der Auflage, ihn der Öffentlichkeit zugänglich zu machen. Namensgeber des Parkes ist die Familie Schröder. Ein Fachwerkhaus befindet sich auch dort, das weiterhin genutzt wird.

## Umgebung
Der Park liegt inmitten des Elbuferwanderwegs. In der Nähe befindet sich ein Stück Elbstrand sowie der Alte Schwede. Die Gebäude in der Umgebung sind hauptsächlich Villen sowie hochpreisige Häuser, jedoch sind auch Imbissmöglichkeiten nahe dem Park auffindbar.

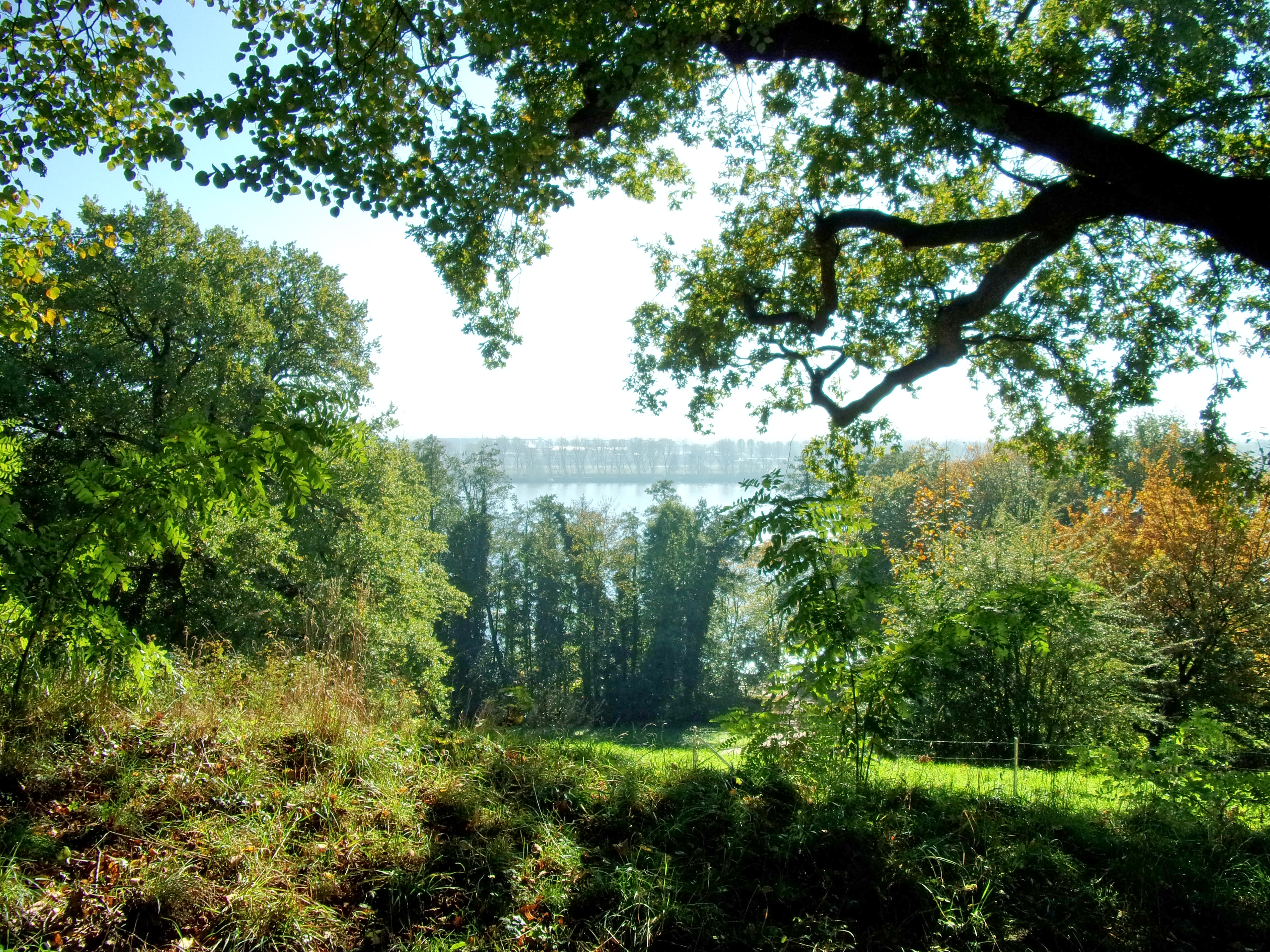
Blick auf die Elbe vom Park

## Verkehrsanbindung
Die nächstgelegene Bushaltestelle ist Halbmondsweg, die von den Hamburger Stadtbuslinien 112 und 286 angefahren wird. Sie ist in etwa 300 Meter vom Park entfernt. Bis nur nächsten Bahnstation Othmarschen sind es hingegen 1,5 Kilometer.